# Giorgio de Chirico

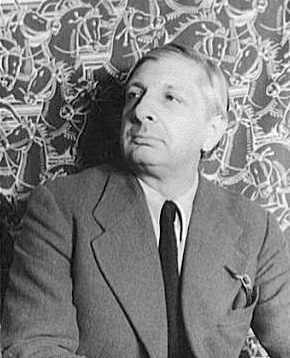
Giorgio de Chirico, 5. Dezember 1936, fotografiert von Carl Van Vechten, aus der Van Vechten Collection der Library of Congress

Giorgio de Chirico (* 10. Juli 1888 in Volos, Griechenland; † 20. November 1978 in Rom; andere Schreibweisen: DeChirico) war ein italienischer Maler, Bildhauer und Grafiker. Er gilt als Hauptvertreter der Pittura metafisica, der sogenannten Metaphysischen Malerei, die als einer der wichtigsten Vorläufer des Surrealismus angesehen wird.

## Leben und Werk
Giorgio de Chirico war der Sohn von Gemma Cervetto und Evaristo Di Chirico. Beide stammten aus Italien. Evaristo Di Chirico arbeitete als Chefingenieur der Thessalischen Eisenbahnen in Griechenland und wohnte bei der Geburt von Giorgio de Chirico an deren Betriebsmittelpunkt in Volos. Das von ihm entworfene Empfangsgebäude des Bahnhofs Volos von 1884 ist noch heute in Betrieb. Sein Bruder Alberto Savinio war Komponist. Giorgio de Chirico studierte nach einer akademischen Ausbildung zum Ingenieur am Polytechnikum in Athen parallel Malerei bei Georgios Jakobides (die Malerei des Polytechnikums wurde zu jener Zeit in die neue Hochschule der Bildenden Künste Athen ausgegliedert) und nach dem Tod seines Vaters 1905 von 1906 bis 1909 an der Königlichen Akademie der Künste in München. Hier besucht er die Malklasse von Franz von Stuck. In seiner Münchner Zeit teilte er ein Zimmer mit seinem etwas älteren Studienkollegen aus Athen Jorgos Busianis und war befreundet mit dem Maler Fritz Gartz.
In den Münchner Sammlungen beeindruckten ihn vor allem die romantisch-mystischen Gemälde des symbolistischen Schweizer Malers Arnold Böcklin, der von Surrealisten wie Salvador Dalí und Max Ernst als einer ihrer Vorläufer angesehen werden sollte. Weiterhin beeinflussten ihn die Traumbilder des deutschen Malers, Bildhauers und Grafikers Max Klinger. Dazu las er wie fast alle Künstler der Epoche Arthur Schopenhauer und Friedrich Nietzsche, der ihm mit seinen Beschreibungen von gespenstisch leeren Plätzen in Turin, umsäumt mit Arkaden und Statuen, die Vorlage seines Schaffens gab.
De Chiricos traumähnliche Stadtansichten bestehen aus Türmen, Arkaden und menschenleeren Idealarchitekturen, mal in zentral-, mal in multiperspektivische Raumkonstruktionen gefügt. Einzig einzeln verwendete figürliche Schatten und „manichini“ (Gliederpuppen) bilden Gegenstücke zur streng architektonischen Gestaltung dieser Kulissenwelt. Später thematisierte de Chirico das traumhafte, unbewusste Element in seinen Kompositionen, indem er Details wie Uhren, Eisenbahnen (in denen sich die Erinnerung an seinen Vater widerspiegelt) und verfremdete Glieder in surreale Beziehung zueinander setzte.
1911 ließ sich de Chirico in Paris nieder. Dort präsentierte er in einer Ausstellung des Salon d’Automne und bei den Indépendants seine Bilder. Er kam in der französischen Kunstmetropole mit bedeutenden Künstlern seiner Zeit zusammen wie zum Beispiel mit Pablo Picasso, mit André Derain, Constantin Brâncuși und dem Dichter und Kritiker Guillaume Apollinaire.
Im Jahr 1915 verließ er Paris und zog in das italienische Ferrara. Dort konzentrierte er sich auf die drei Motive Städte, „manichini“ und Interieurs. Etwa von 1915 bis 1925 malte de Chirico vorwiegend Stillleben. Typisch sind hier vor allem die gesichtslosen Zeichenpuppen und antike Statuenmotive. Von 1918 bis 1919 stand auch Giorgio Morandi der Pittura metafisica nahe und erprobte in zehn Werken ihre Eignung für seine Ziele. De Chirico beschreibt in seiner Autobiographie, wie sehr er „zusammen mit Carlo Carrà, Ardengo Soffici und Giorgio Morandi fortwährend bestrebt ist, den Sinn für die Tradition, die in Italien von der offiziellen, pseudoakademischen Kunst und den tölpelhaften Pfuschereien sezessionistischer Einfaltspinsel verwirrt und verdorben worden ist, wieder in rechte Bahnen zu lenken.“
1916/17 gründete de Chirico mit seinem Bruder Alberto Savinio und dem italienischen Futuristen Carlo Carrà die „scuola metafisica“ und damit eine Strömung, die den Stil der Surrealisten um rund zehn Jahre vorwegnahm und bis zum Jahr 1920 andauerte. Die Künstler verbanden in ihren Werken reale und imaginäre Elemente, die untereinander keinen oder nur noch einen ahnbaren Bezug herstellen. Die künstlerische Phantasie wurde zum Bestandteil des Bildaufbaus. Der assoziative Charakter der Werke brachte traumähnliche Szenerien hervor, in denen eine magisch-metaphysische Stimmung herrscht. Zusammen mit Carlo Carrà gründete de Chirico 1920 außerdem die Zeitschrift Pittura metafisica.
Im Jahr 1919 war ein Stilwechsel in seiner Malweise festzustellen. De Chirico begann realistischer zu malen und richtete sich am akademischen Stil aus. So entstand im Jahr 1926 das Werk mit dem Titel „Zwei Akte“. Im Jahr 1924 war er einer der Gründer der Zeitschrift La Révolution surréaliste. 1924 übersiedelte de Chirico wieder nach Paris und wurde begeistert von den Surrealisten empfangen, deren Malerei der seinen viel verdankte.
Eine Zäsur in seinem Schaffen markiert das Jahr 1930: Statt sich weiter an neueren Kunstströmungen zu orientieren, wandte sich de Chirico ganz von der Pittura metafisica ab. Dennoch blieben seine metaphysischen Bilder einflussreich für die Surrealisten. Er wandte sich einer betont barocken und pathetischen Malweise zu, kritisierte die moderne Malerei scharf und malte fortan in einem klassizistischen, akademischen Stil. Da er mit diesen Bildern nicht genug verdiente, kopierte und verkaufte er auch Werke seiner metaphysischen Epoche, weshalb die Datierung „echter“ Chiricos oft nicht einfach ist. Von 1939 bis zu seinem Tod lebte de Chirico wieder in Italien.
Einige seiner Werke wurden auf der documenta 1 (1955), der documenta II (1959) und der documenta III (1964) in Kassel gezeigt.
Sein Wohnhaus in Rom an der Piazza di Spagna ist seit 1999 als Museum geöffnet und zeigt eine Werkschau des Künstlers.
Giorgio de Chiricos Grab befindet sich in Rom in der Kirche San Francesco a Ripa. Dort wurde die erste Seitenkapelle links des Eingangs mittels zweier Türdurchbrüche in das Nachbaranwesen (= Kultusministerium) verlängert. De Chiricos Grabraum ist faktisch auf dem Boden des Kultusministeriums – der Zugang dazu ist jedoch nur von der Seite der Kirche möglich. 

## Ehrungen
- 1958: Assoziiertes Mitglied (Élu associé) der Académie royale des Sciences, des Lettres et des Beaux-Arts de Belgique[2]
- 1974: Auswärtiges Mitglied der Académie des Beaux-Arts
- 1976: Großes Verdienstkreuz der Bundesrepublik Deutschland
- 2021: Benennung eines Asteroiden nach ihm: (349499) Dechirico[3]

## Werke (Auswahl)
- 1911: I piaceri del poeta (Die Freuden des Dichters), Privatbesitz[A 1]
- 1912: La nostalgia dell’infinito (Die Sehnsucht nach dem Unendlichen), The Museum of Modern Art New York
- 1913: Piazza d'Italia, Art Gallery of Ontario Toronto
- 1913: L’incertezza del poeta (Die Ungewissheit des Poeten), Tate Gallery London
- 1914: Ritratto (premonitore) di Guillaume Apollinaire (Porträt von Guillaume Apollinaire), Centre Pompidou Paris
- 1914: Canto d’amore (Das Lied der Liebe), The Museum of Modern Art New York[A 2]
- 1916: Interno metafisico con grande officina (Metaphysisches Interieur mit großer Fabrik), Staatsgalerie Stuttgart
- 1917: Ettore e Andromaca (Hector und Andromache), Galleria d’Arte Moderna Rom
- 1917: Le muse inquietanti (Die beunruhigenden Musen), Bayerische Staatsgemäldesammlungen – Sammlung Moderne Kunst in der Pinakothek der Moderne München
- 1924: Autoritratto (Selbstbildnis), Kunstmuseum Winterthur
- 1926: Zwei sitzende Akte, Museum der bildenden Künste, Leipzig
- 1929: Costruttori di trofei (Konstrukteure von Trophäen), Privatbesitz
- 1929: I fuochi sacri (Die heiligen Feuer), Museo d’Arte, Avellino
- 1932: Gladiatori (Gladiatoren), Museo Revoltella – Galleria d’Arte Moderna, Triest
- 1932: Il Duomo di Milano (Der Dom zu Mailand), Vatikanische Museen, Rom
- 1940: Dioskur (Reiter), Lehmbruck-Museum, Duisburg
- 1955/56: Malinconia (Melancholie), Stiftung Saarländischer Kulturbesitz, Saarlandmuseum, Saarbrücken
- 1959: Manichini coloniali (Koloniale Schaufensterpuppen), MAGI ’900, Pieve di Cento (Italien)[A 3]
- 1968–1973: Il ritorno di Ulisse (Die Rückkehr des Odysseus)[A 4]

### Schriften von de Chirico
- Roman: Hebdomeros, le peintre et son génie chez l’écrivain. Editions du Carréfour, Paris 1929; dt.: Hebdomeros. Übers.: Brigitte Weidmann, Henssel, Berlin 1969.
- Monsieur Dudron. Autobiographischer Roman. Gachnang & Springer, Bern 2000, ISBN 3-906127-59-1.[4]
- Memoiren: Memorie della mia vita. Astrolabio, Rom 1945 (erster Teil) / Rizzoli, Mailand 1962 (erweitert um einen zweiten Teil und ein Kapitel zur Maltechnik); engl.: The Memoirs of Giorgio de Chirico. Übers. v. Margaret Crosland, Peter Owen, London 1971 / Da Capo Press, [Boston, Ma.] 1994, ISBN 978-0-306-80568-4.
- Wir Metaphysiker. Gesammelte Schriften. Hrsg. v. Wieland Schmied, übers. v. Anton Henze, Propyläen, FfM 1973, ISBN 3-549-05879-9.
- Das Geheimnis der Arkade. Erinnerungen und Reflexionen. Hrsg. und übers. v. Marianne Schneider, SchirmerMosel Literatur, München 2011, ISBN 978-3-8296-0535-9.

### Kataloge
- Giorgio de Chirico (1970). Katalog #5 der Kestner-Gesellschaft zur Ausstellung 10. Juli – 30. August 1970.
- (IT) Edoarto Brandani (a cura di), Giorgio di Genova, Patrizia Bonfiglioli (1999), Giorgio de Chirico, catalogo dell'opera grafica 1969-1977, Edizioni Bora, Bologna 1990 (1999), pp. 247.
- (IT) Maurizio Faggiolo dell'Arco (1999), L'opera completa di de Chirico 1908-1924, Rizzoli, Milano 1984 (1999), pp. 121.
- Letzte Bilder: Von Manet bis Kippenberger. Katalog der Schirn Kunsthalle, hg. von Esther Schlicht und Max Hollein, Frankfurt 2013.
- Giorgio de Chirico, Magie der Moderne (2016), Ausstellung Staatsgalerie Stuttgart 18. März. – 3. Juli 2016. Hg. von Staatsgalerie Stuttgart, Paolo Baldacci, Christiane Lange, Gerd Roos, 248 S. Sandstein Verlag, Dresden, ISBN 978-3-95498-211-0
- Giorgio De Chirico – magische Wirklichkeit, herausgegeben von Annabelle Görgen-Lammers und Paolo Baldacci für die Hamburger Kunsthalle, Hirmer, München 2020, ISBN 978-3-7774-3474-2

### Sekundärliteratur
- Paolo Baldacci, Maurizio Fagiolo dell’Arco: Giorgio de Chirico Parigi 1924-1930. Galleria Philippe Daverio, Mailand 1982, S. 22 (italienisch).
- Maurizio Cavalesi, Gioia Mori: De Chirico. Giunti Editore, Florenz 1988 (2007), S. 50 (italienisch).
- Fagiolo dell'Arco: Giorgio de Chirico carte. Extra Moenia Arte Moderna, Todi 1991, S. 64 (italienisch).
- Fagiolo dell'Arco, Luigi Cavallo: De Chirico. Disegni inediti (1929). Edizioni grafiche Tega, Mailand 1985, S. 140 (italienisch).
- Andreas Dorschel: Metaphysisch malen: Philosophie und Bild bei Giorgio de Chirico. In: Andreas Dorschel (Hg.): Kunst und Wissen in der Moderne. Böhlau, Wien/Köln/Weimar 2009, S. 123–132, ISBN 978-3-205-78293-3.
- Pere Gimferrer: De Chirico, 1888-1978, opere scelte. Rizzoli, Mailand 1988, S. 128 (italienisch).
- Werner Helwig: De Chirico: Metaphysische Periode. Mohn, Gütersloh 1962.
- Magdalena Holzhey: De Chirico. Taschen, Köln 2006, S. 96 (italienisch).
- Gioia Mori: De Chirico metafisico. Giunti, Florenz 2007, S. 50 (italienisch).
- Elena Pontiggia, Giovanni Gazzaneo: Giorgio de Chirico. L’Apocalisse e la luce. Silvana Editoriale, Cinisellobalsamo 2012, S. 119 (italienisch).
- Gerd Roos: Girogio de Chirico und seine Malerfreunde Fritz Gartz – Georgios Busianis – Dimitros Pikinos in München 1906–1909. In: Wieland Schmied, Gerd Roos: Giorgio de Chirico München 1906–1909. Akademie der Künste, München 1994, S. 55–182.
- Wieland Schmied: De Chirico und sein Schatten. Prestel, München 1989, ISBN 3-7913-0937-4.
- Wieland Schmied: Giorgio de Chirico: Die beunruhigenden Musen. Eine Kunstmonographie. Insel-Taschenbuch, Frankfurt am Main 1993, ISBN 978-3-458-33184-1.
- Wieland Schmied: Giorgio de Chirico: Reise ohne Ende. Pegasus Bibliothek, Prestel, München/London/New York 2001, ISBN 3-7913-2598-1.
- Wieland Schmied, Paolo Baldacci: Die andere Moderne – De Chirico und Savinio. Hatje Cantz, 2001, ISBN 978-3-7757-1071-8.
- Wieland Schmied, Erika Schmied: Der Künstler, dem die Welt ein Rätsel blieb. Neunmal Giorgio de Chirico. Bibliothek der Provinz, Weitra 2009, ISBN 978-3-85252-943-1.